# Rophaien
Rophaien är en bergstopp i Schweiz.   Den ligger i kantonen Uri, i den centrala delen av landet, 90 km öster om huvudstaden Bern. Toppen på Rophaien är 2 077 meter över havet, eller 139 meter över den omgivande terrängen. Bredden vid basen är 0,66 km.
Terrängen runt Rophaien är huvudsakligen bergig, men åt nordväst är den kuperad. Närmaste större samhälle är Altdorf, 5,3 km söder om Rophaien. 
I omgivningarna runt Rophaien växer i huvudsak blandskog. Runt Rophaien är det ganska tätbefolkat, med 230 invånare per kvadratkilometer.